# Avani Gregg
Avani Kiana Gregg (Brownsburg, 23 de novembro de 2002) é uma influenciadora digital e maquiadora. Inicialmente, ela desenvolveu uma sequência no TikTok. Avani interpreta Gemma na websérie Chicken Girls. Ela recebeu o Shorty Awards de Tiktoker do Ano (2019) e apareceu na Forbes 30 Under 30 (2020) na categoria de mídia social.

## Vida pregressa
Avani Kiana Gregg nasceu em Brownsburg, Indiana, em 23 de novembro de 2002. Sua mãe é indiana Gujarati e seu pai é metade afro-americano e metade mongol. Avani tem duas irmãs, Shanti Gregg e Priya Gregg. Sua irmã mais velha, Shanti, também é influenciadora digital. Na infância, Avani foi ginasta de competição até sofrer uma fratura por estresse nas costas.

## Carreira
Avani posta conteúdo relacionado à beleza e maquiagem. Em 2019, seu vídeo viral no TikTok de sua transformação em uma palhaça no estilo Harley Quinn fez com que os espectadores a apelidassem de "Garota Palhaço". Em dezembro de 2019, ela se juntou ao grupo de influenciadores de Los Angeles The Hype House ao lado de Charli D'Amelio e Addison Rae. Avani interpreta a personagem Gemma na websérie Chicken Girls. Em setembro de 2020, ela anunciou um livro de memórias publicado pela Gallery Books. Em novembro de 2020, ela estreou um talk show do Facebook Watch, Here For It, no qual ajudou os fãs que sofrem de problemas da Geração Z.

## Vida pessoal
Em abril de 2020, Avani confirmou seu relacionamento com a personalidade de mídia social Anthony Reeves. Eles se conheceram há três anos pelo Instagram.

## Prêmios e indicações
| Ano  | Prêmio             | Categoria    | Resultado | Ref(s) |
| ---- | ------------------ | ------------ | --------- | ------ |
| 2019 | Shorty Awards      | TikToker     | Venceu    | [ 10 ] |
| 2020 | Forbes 30 Under 30 | Mídia social |           | [ 1 ]  |